# Mariano Fazio Fernández
Mariano Fazio Fernández (ur. 25 kwietnia 1960 w Buenos Aires) – kapłan katolicki, historyk, filozof, rektor Papieskiego Uniwersytetu Świętego Krzyża w Rzymie (2002-2008). Od 2019 Wikariusz Pomocniczy Prałatury personalnej Opus Dei.

## Rys biograficzny
Mariano Fazio ukończył wyższe studia z historii na Uniwersytecie w Buenos Aires. Stopień doktora uzyskał z filozofii na Papieskim Uniwersytecie Świętego Krzyża.
Zanim w 1991 z rąk Jana Pawła II otrzymał święcenia kapłańskie, przez 7 lat pracował w Ekwadorze jako profesor filozofii prawa, publikując artykuły w dzienniku El Telégrafo.
14 maja 2019 został mianowany Wikariuszem Pomocniczym Prałatury personalnej Opus Dei.

## Publikacje
Jest autorem ponad dwudziestu książek, min.: 
- Historia de la filosofía contemporanea, Historia de la filosofía moderna;
- Historia de las ideas contemporáneas; Un sendero en el bosque. Guía al pensamiento de Kierkegaard;
- Cristianos en la encrucijada. Los intelectuales cristianos en el periodo de entreguerras[2].